# Filippo Acciaiuoli

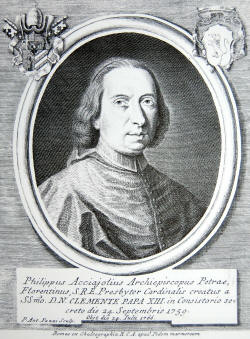
Filippo Kardinal Acciaioli (Stich von Pietro Antonio Pazzi, 1759)

Filippo Acciaiuoli (auch Filippo Acciaioli oder Filippo Acciajuoli; * 12. März 1700 in Rom; † 24. Juli 1766 in Ancona) war ein italienischer Geistlicher, päpstlicher Diplomat, Bischof von Ancona und Kardinal der Römischen Kirche.

## Leben
Die Familie Acciaioli, auch Acciaiuoli oder Acciajuoli geschrieben, stammte aus Florenz. Filippo Acciaiuoli war das dritte von sechs Kindern des Ottaviano Acciaoili, Marchese von Novi, und dessen Ehefrau Mariana Torriglioni aus Ancona. Er war ein Neffe von Kardinal Niccolò Acciaiuoli, ein früherer Kardinal aus derselben Familie war Angelo Acciaioli. Bei seiner Taufe in der römischen Kirche Santa Maria in Via Lata war sein Pate Erzbischof Michelangelo Conti, der spätere Papst Innozenz XIII. Seine erste Bildung erfuhr er im Elternhaus in Florenz, dann besuchte er das Collegio Romano der Jesuiten und studierte später an der Universität La Sapienza in Rom, wo er am 13. August 1722 zum Doctor iuris utriusque promoviert wurde.
Am 30. Januar 1723 trat er als Apostolischer Protonotar in den Dienst der Kurie und wurde am 11. Februar desselben Jahres Referendar an den Gerichtshöfen der Apostolischen Signatur. Von 1724 bis 1728 war er Vize-Legat in der Romagna, danach war er bis zum Juni 1729 Gouverneur von Città di Castello. Von 1730 bis 1739 Relator der Kongregation für die Sacra Consulta, wurde er im März 1737 Präsident der Apostolischen Kammer und daneben Relator der Kongregation für die kirchliche Immunität. Nach weiteren kurialen Ämtern empfing er am 24. November 1743 die Weihe zum Subdiakon und am 8. Dezember desselben Jahres die Priesterweihe.
Am 2. Dezember 1743 wurde Filippo Acciaiuoli zum Titularerzbischof von Petra in Palaestina ernannt. Die Bischofsweihe spendete ihm am 21. Dezember desselben Jahres im Quirinalspalast Papst Benedikt XIV. persönlich, Mitkonsekratoren waren die Kurienerzbischöfe Gioacchino Saporiti und Michele Maria Vincentini. Am 22. Dezember 1743 wurde er zum Päpstlichen Thronassistenten ernannt. Vom 22. Januar 1744 bis zum 21. April 1754 war er Nuntius in der Schweiz, danach wirkte er vom 28. Januar 1754 bis zum 22. Oktober 1760 als Nuntius in Portugal. In Lissabon wurde er Zeuge des schweren Erdbebens vom 1. November 1755, das nahezu die ganze Stadt zerstörte. Im darauf folgenden Streit um die Ausweisung der Jesuiten aus Portugal bezog der Nuntius zunächst eine vorsichtige und gemäßigte Position, doch nachdem im Juli 1758 Papst Clemens XIII. auf Benedikt XIV. gefolgt war, nahm er immer deutlicher Stellung zugunsten der Gesellschaft Jesu.
Clemens XIII. erhob ihn im Konsistorium vom 24. September 1759 zum Kardinal und übersandte ihm mit Apostolischem Breve vom 2. Oktober 1759 das rote Birett. Der portugiesische Premierminister Sebastião José de Carvalho e Melo ließ ihn am 15. Juni 1760 mit militärischem Zwang ausweisen, nachdem auf König José I. ein Anschlag verübt worden war, der fälschlich den Jesuiten zugeschrieben wurde. Filippo Acciaiuoli erreichte Rom Ende 1760 und erhielt am 13. März 1761 den Kardinalshut. Am 6. April desselben Jahres wurde ihm als Kardinalpriester die Titelkirche Santa Maria degli Angeli verliehen. Er gehörte der Kongregation für die Consulta, der Kongregation für die kirchliche Immunität, der Konsistorialkongregation sowie der Kongregation für die Wasserversorgung an. Am 24. Januar 1763 wurde er mit dem persönlichen Titel eines Erzbischofs zum Bischof von Ancona ernannt.
Filippo Acciaiuoli starb am 24. Juli 1766 in Ancona und wurde in der dortigen Kathedrale San Ciriaco beigesetzt.